# Romain Hugault
Romain Hugault (14 giugno 1979) è un fumettista francese. 
La sua specialità è il disegno di storie di ambientazione aeronautica nelle due guerre mondiali

## Biografia
Per la casa editrice Paquet disegna i due cicli Le grand duc e Le Pilote à l'Edelweiss entrambi sceneggiati da Yann.

## Opere

### Fumetti
In Italia sono stati pubblicati i volumi:
Ciclo: Il Gufo Reale Le grand duc per il quale ha realizzato i disegni e i colori.
- Vol. 1 – Le Streghe della notte - Les Sorcières de la nuit (ottobre 2008)
- Vol. 2 - Compagna Lilya - Camarade Lilya (ottobre 2009)
- Vol. 3 - Wulf & Lilya - Wulf & Lilya (novembre 2010)

pubblicati in Italia nel Volume: Historica - Il gufo reale -  Battaglie nei Cieli, (Mondadori 2013)
Ciclo: Il pilota dell'edelweiss Le Pilote à l'Edelweiss per il quale ha realizzato i disegni e i colori.
- Vol. 1 – Valentine (gennaio 2012)
- Vol. 2 – Sidonie (novembre 2012)
- Vol. 3 – Walburga (novembre 2013)

pubblicati in Italia nel Volume: Historica - La grande guerra -  Il pilota dell'edelweiss, (Mondadori 2015)